# Aida Törnell
Aida Margareta Törnell, ogift Lanner, född 15 juni 1901 i Ålems församling i Kalmar län, död 5 september 1988 i Nacka församling i Stockholms län, var en svensk översättare, huvudsakligen från engelska. Hon var yrkesverksam från mitten av 1940-talet och drygt tre decennier framåt. Till en början sattes hon att översätta enklare underhållningslitteratur men fick efter hand allt mer kvalificerade uppgifter. Hon översatte således bland annat åtta böcker av Graham Greene och Lawrence Durrells fyra böcker i Alexandriakvartetten, senast återutgiven 2012.
Törnell var dotter till Axel Lanner, Sveriges exportagent i Egypten, som avled 1902. Hon gifte sig 1929 med Ernst Andreas Törnell (1899–1964), son till disponenten Ernst David Törnell och Helny Maria Augusta Törnell.
Aida Törnell är tillsammans med maken begravd i familjegrav på Norrköpings södra kyrkogård, där även modern Elsa Margareta Hagberg vilar.

## Översättningar (urval)
- Theodore Dreiser: Bålverket (The bulwark) (Albatross/Norstedt,1947)
- Herman Melville: Mardi (Mardi) (Wahlström & Widstrand, 1949) [dikterna översatta av Irma Nordvang]
- Heinrich Böll: Hus utan väktare (Haus ohne Hüter) (Norstedt, 1956)
- Henry Miller: Plexus (Plexus) (Wahlström & Widstrand, 1962-1963)

## Priser
- 1961 – Elsa Thulins översättarpris
- 1963 – Svenska Akademiens översättarpris
- 1967 – Sveriges Författarfonds premium till personer för belöning av litterär förtjänst